# Greelyho ostrov
Greelyho ostrov (rusky Остров Грили) je arktický ostrov v souostroví Země Františka Josefa v Severním ledovém oceánu. Nachází se v severovýchodní části centrální skupiny ostrovů zvané Zichyho země. Jeho rozloha je 127 km² a nejvyšší bod dosahuje výšky 474 m n. m. S výjimkou malých pobřežních oblastí je zcela zaledněn. Pojmenován byl po americkém polárníkovi A. Greelym. Na jihu sousedí s Zieglerovým ostrovem, od kterého je oddělen úzkým průlivem. Na jižním cípu se nachází kolonie alkounů malých.

## Sousední malé ostrovy
- Brožův ostrov (rusky Остров Брош), také zvaný Kuhnův ostrov, s nezaledněným pobřežím se nachází severně od Greelyho ostrova. Dosahuje výšky 228 m n. m.[1] Pojmenován byl po poručíku Gustavu Broschovi, který se jako důstojník zúčastnil rakousko-uherské expedice k severnímu pólu, která souostroví objevila. Své druhé jméno získal pravděpodobně od členů Zieglerovy polární expedice.
- Kaneův ostrov (Остров Кейна) je druhým ostrovem severně od Greelyho ostrova. Také on je částečně bez ledového příkrovu a nejvyšší bod se nachází ve výšce 282 m n. m.[1] Pojmenován byl po polárníkovi E. Kaneovi.

Na obou ostrovech hnízdí alkouni malí.